# Conger
Pour les articles homonymes, voir Conger.
Genre
Les membres du genre Conger sont les congres proprement dits. Ce sont des poissons téléostéens anguilliformes, serpentiformes formant l'un des genres principaux de la sous-famille des Congrinae, famille des congridés (Congridae).

## Description et caractéristiques

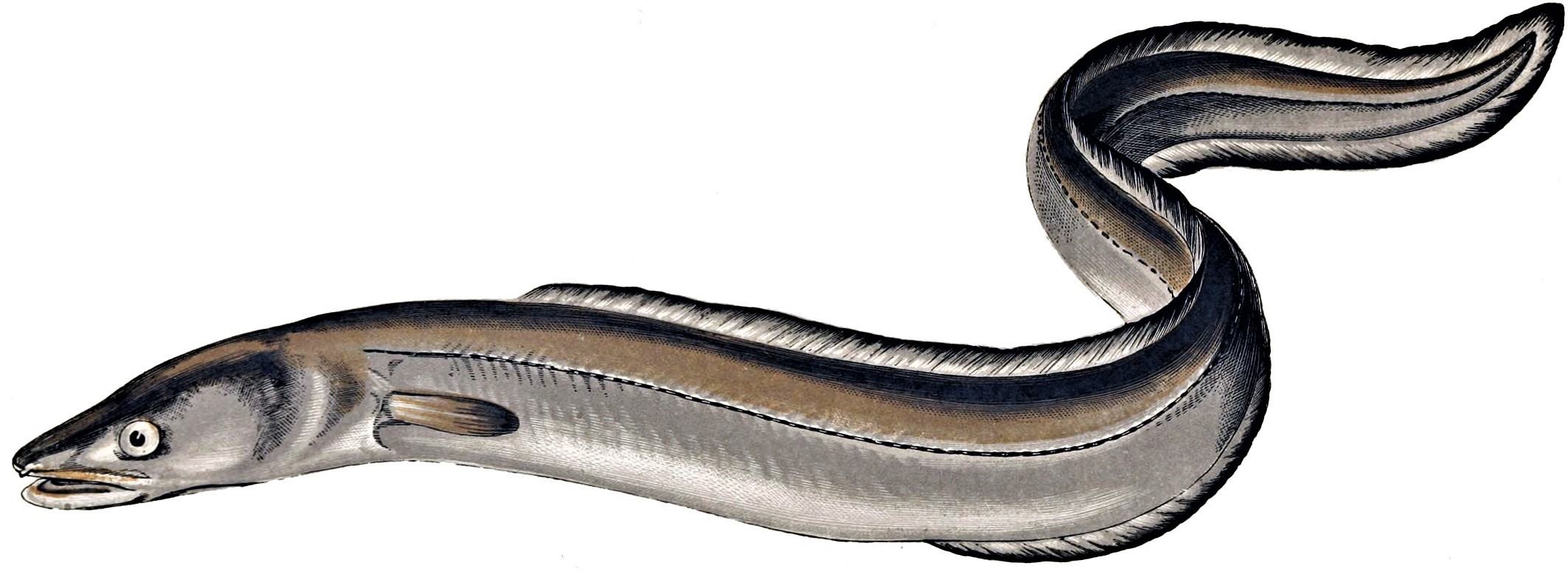
Congre commun (Conger conger).

Les congres se différencient des murènes par leurs nageoires pectorales, et des anguilles par leur mâchoire. 

## Réputation
Les congres sont des poissons voraces :
- Aristote : « Les mulets et les congres vivent souvent amputés de la queue jusqu'à l'orifice pour les excréments : celle du mulet est dévorée par un loup, celle du congre par une murène[1]. »
- Pline l'Ancien : « Il y a aussi des inimitiés et des ententes merveilleuses. Le mulet et le loup sont enflammés d'une haine réciproque ; de même le congre et la murène, qui se rongent mutuellement la queue[2]. »
- Simon Goulart : « Rondelet au 1. chapitre du 14. livre met le Congre au rang des poissons cartilagineux, et dit que ceux de Marseille l’appellent filat, [parce] qu’il enveloppe et serre les autres poissons, comme s’ils estoyent prins en un filé. Il est fort long, et de peau glissante comme l’anguille, la queue fort pointue, la teste longuette, la gueulle bien fournie de dents, grands yeux, blanc sous le ventre, grisastre au reste, et ayant une raye depuis la teste jusques à la queue[3]. »

## Gastronomie
Les Anciens Grecs et Romains appréciaient beaucoup le congre dont ils faisaient un mets de choix, ainsi que le rapporte par exemple Plutarque dans une anecdote à propos du poète et gastronome Antagoras[réf. souhaitée].

## Toxicologie, écotoxicologie
En tant que prédateur, haut-placé dans le réseau trophique, cette espèce fait partie de celles qui peuvent accumuler des quantités très importantes de contaminants, polluants et substances non-réglementées mais indésirables, souvent au-delà des normes de commercialisation du poisson. C'est notamment le cas en France selon les quelques analyses disponibles, en particulier pour le mercure et monométhylmercure.
En raison de son comportement (proche de celui de la murène qui cherche à se cacher dans de profondes anfractuosités) le congre fait partie des espèces pouvant entrer dans des torpilles crevées, douilles de munitions de guerre ou dans les interstices de blocs de munitions immergées. Là, il peut être exposé au contenu de munitions chimiques (immergées en grande quantité dans plusieurs mers du globe), ou de munitions classiques qui contiennent généralement notamment du mercure (sous forme de fulminate de mercure) du plomb, de l'acide picrique, etc.). Une étude récente a montré en mer Adriatique que les congres vivant à proximité de dépôts de munitions immergées présentent parfois de graves lésions petites ou grandes tout le long du corps. Ces lésions pourraient être dues au contact du poisson avec le contenu de munitions corrodées, car des sous-produits de dégradation de l'ypérite ont été trouvés dans le sédiment autour de ces sites,. Une autre étude a montré en 2010 que l'ADN des poissons vivant près de ces sites est significativement dégradé et que leur chair contient souvent de l'arsenic et du mercure hautement toxiques et écotoxiques.
En août 2024, une centaine de poissons morts s'échouent sur les plages de Concarneau, des microalgues en seraient la cause.

## Liste des espèces
Selon FishBase (26 mars 2017) :
- Conger cinereus Rüppell, 1830
- Conger conger (Linnaeus, 1758) - congre commun
- Conger erebennus (en) (Jordan & Snyder, 1901)
- Conger esculentus (en) Poey, 1861
- Conger japonicus (sv) Bleeker, 1879
- Conger macrocephalus (en) Kanazawa, 1958
- Conger marginatus (eu) Valenciennes, 1850
- Conger myriaster (Brevoort, 1856)
- Conger oceanicus (en) (Mitchill, 1818)
- Conger oligoporus (en) Kanazawa, 1958
- Conger orbignianus (sv) Valenciennes, 1837 - congre argentin
- Conger philippinus (en) Kanazawa, 1958
- Conger triporiceps (sv) Kanazawa, 1958
- Conger verreauxi (pt) Kaup, 1856
- Conger wilsoni (sv) (Bloch & Schneider, 1801)

## Galerie d'illustrations

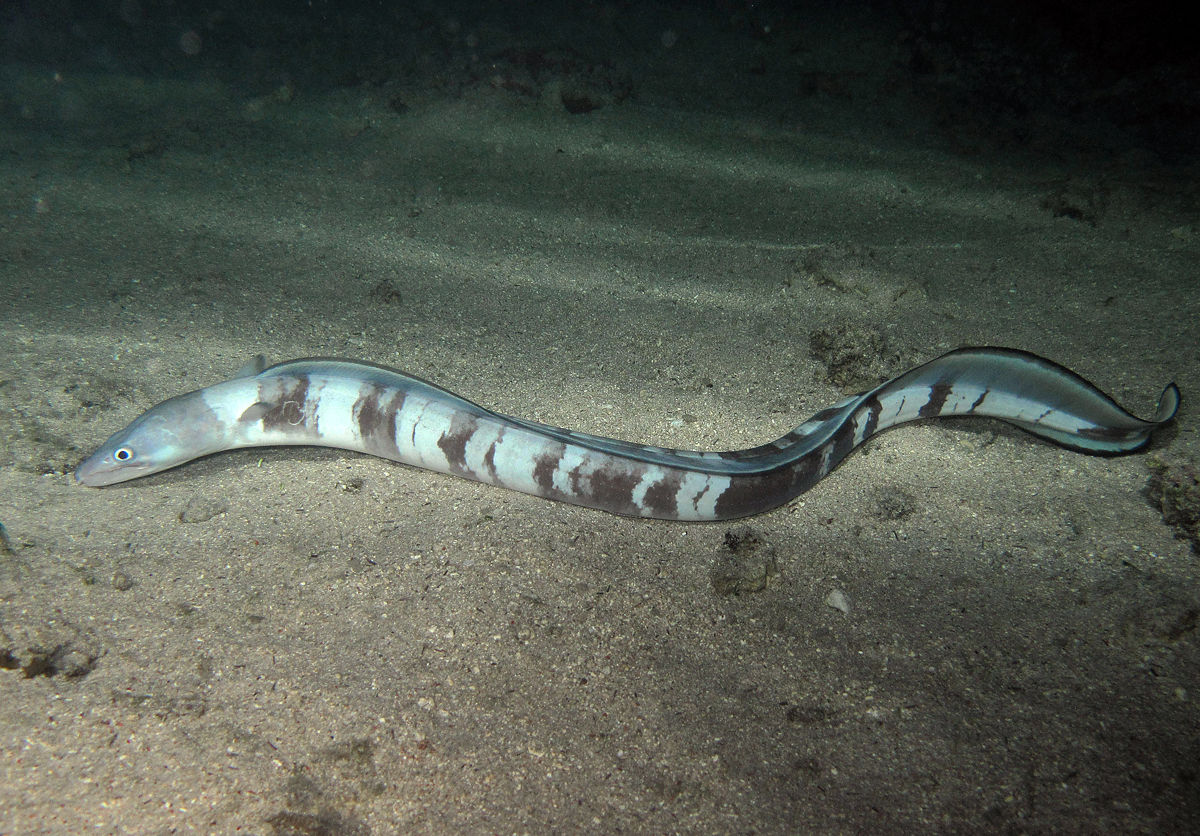
Conger cinereus.
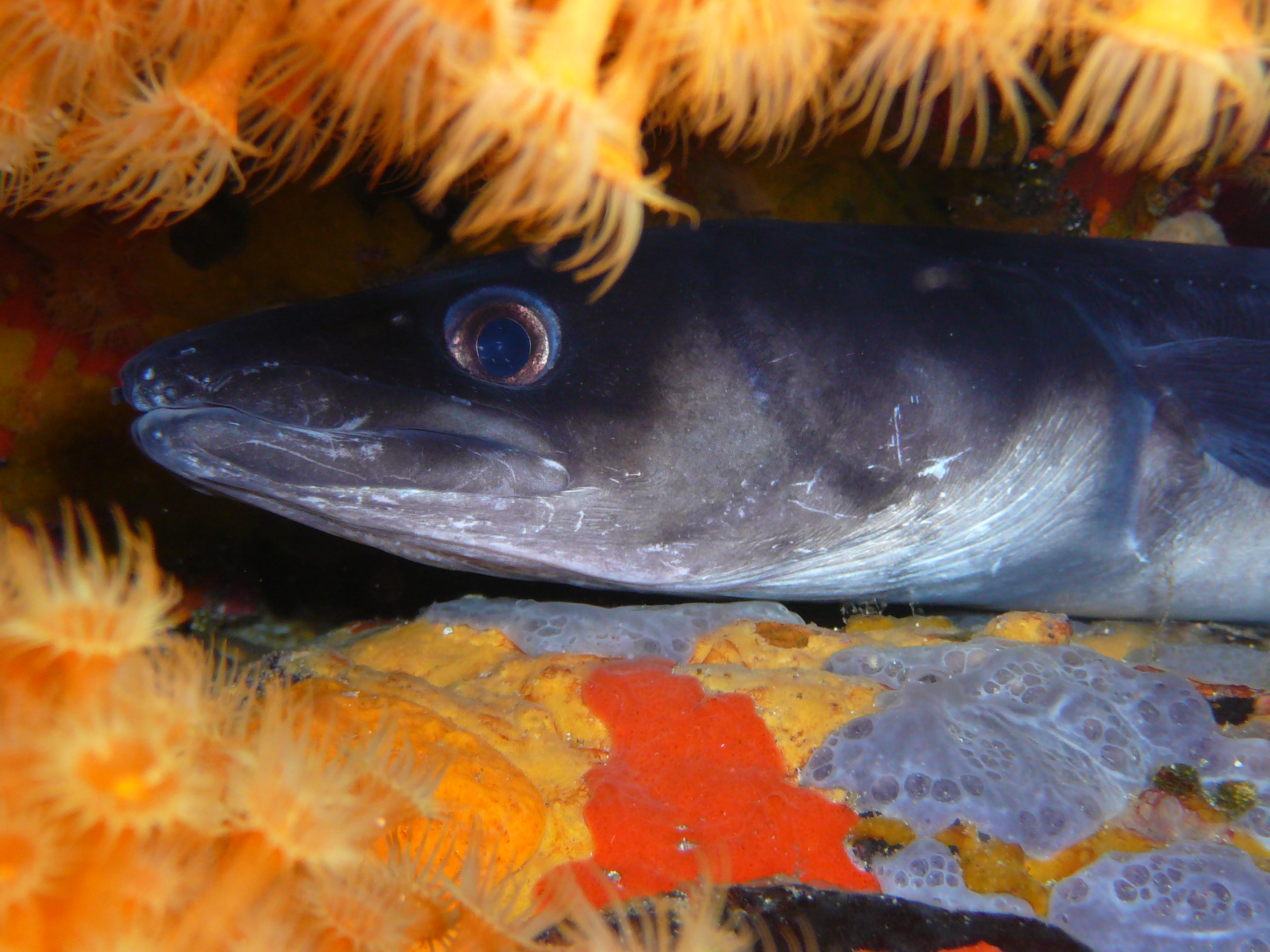
Conger conger.
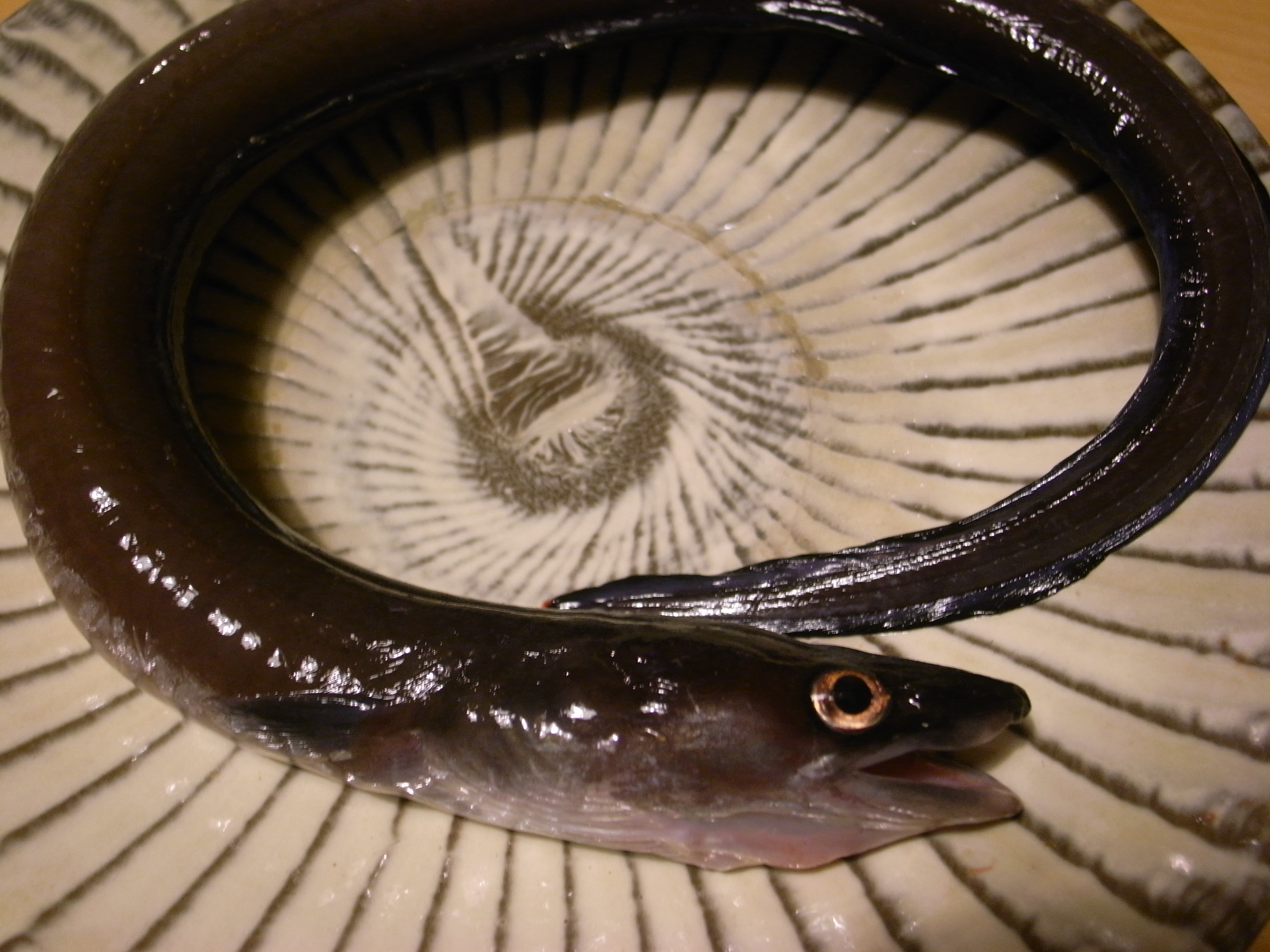
Conger japonicus (sv).
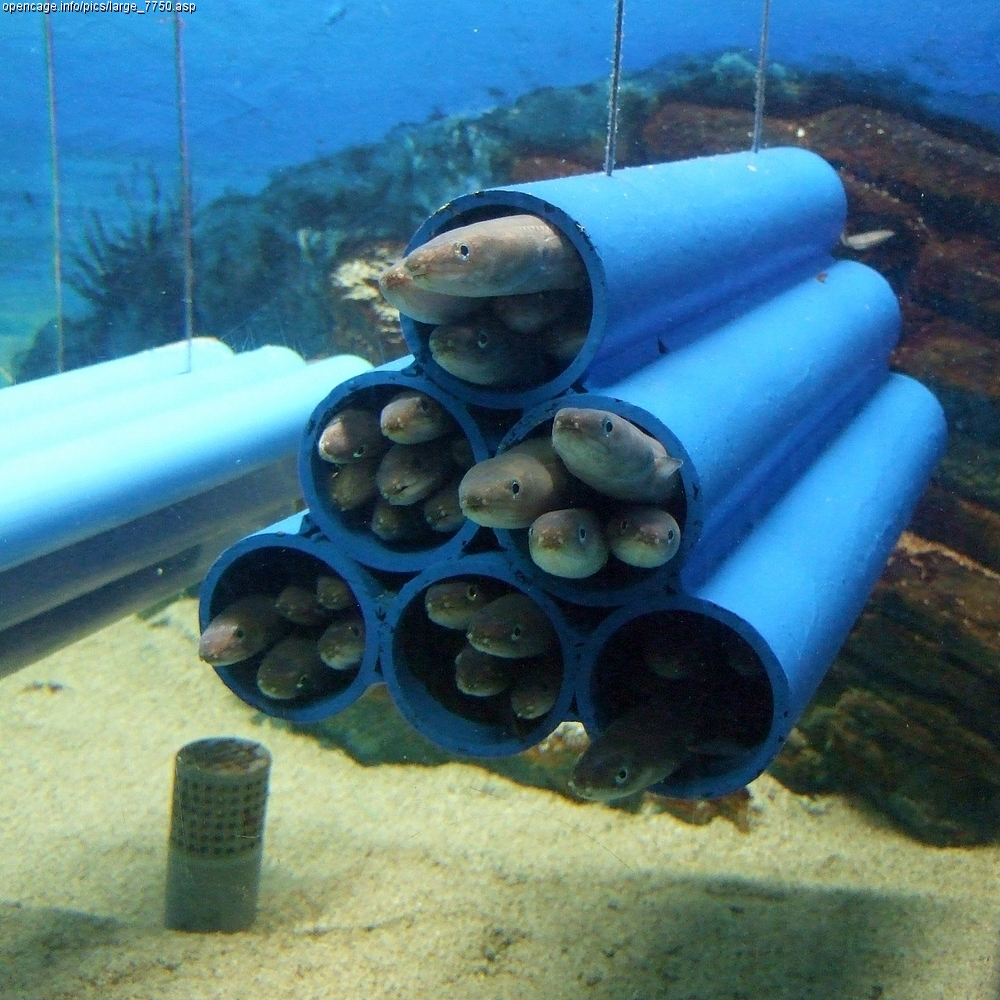
Conger myriaster.
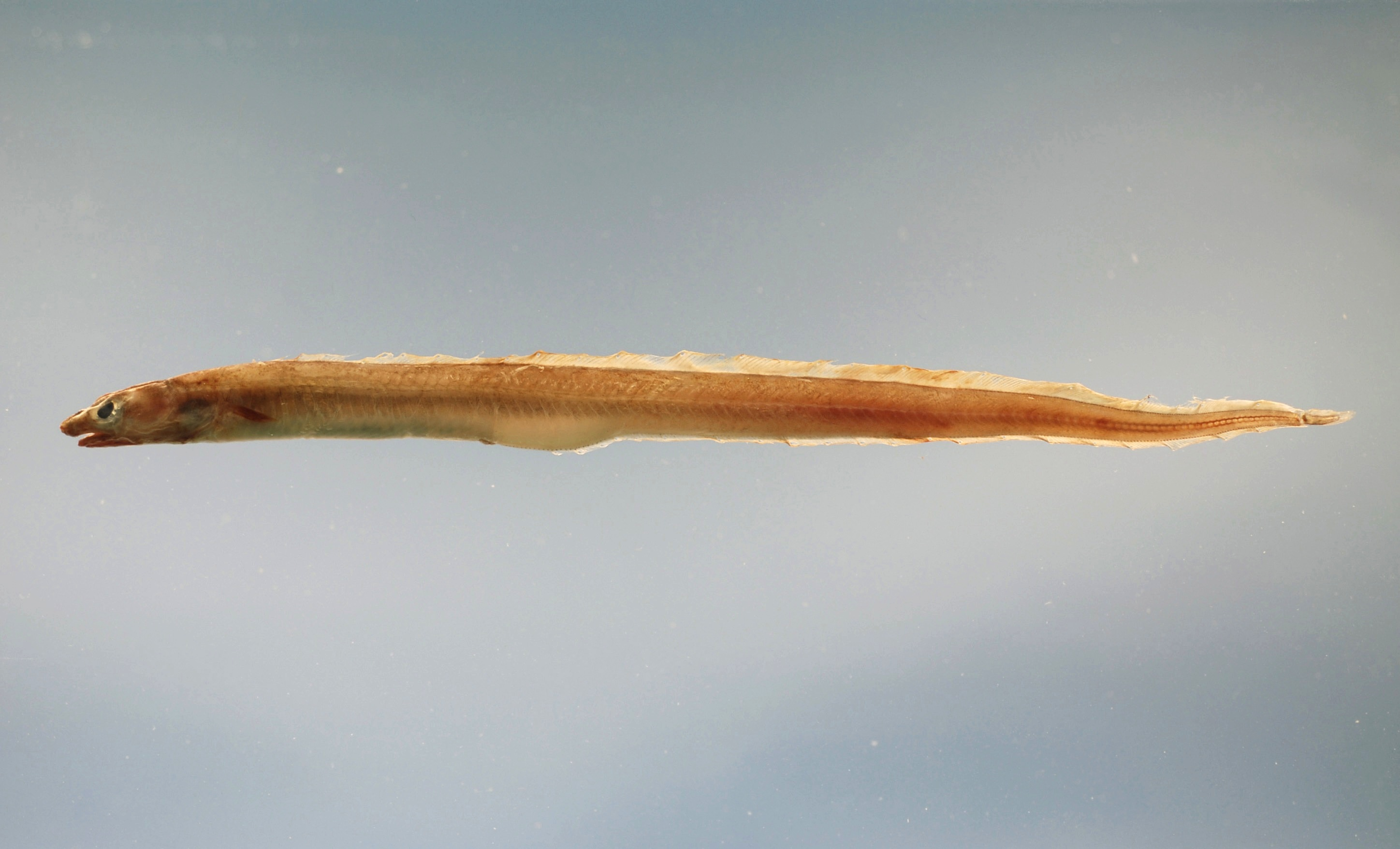
Conger oceanicus (en).
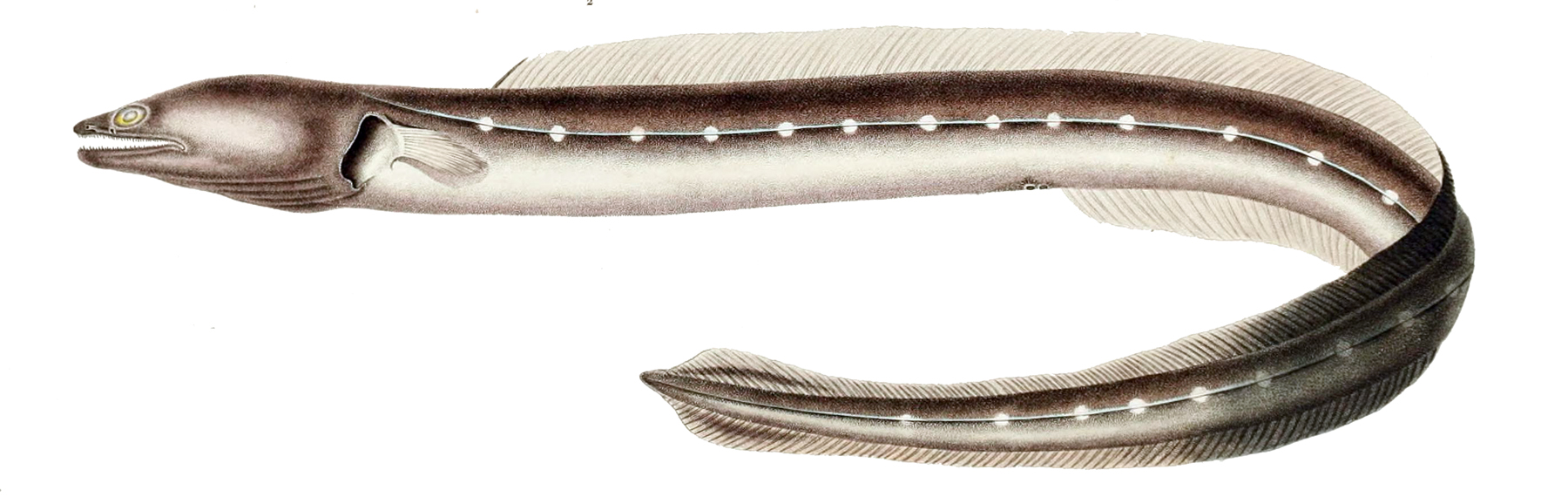
Conger orbignianus (sv).